# Llanganabal
Llanganabal fue un toqui mapuche moluche que dirigió el ejército que derrotó a los españoles dirigidos por Martín Ruiz de Gamboa en la Batalla de Catirai en 1569. En 1560 Llanganabal aparece como uno de los caciques dentro de una encomienda cerca del Río Bío Bío. Poco después comenzó el estallido de la rebelión mapuche de 1561.
Antes de 1569 Llanganabal había llegado al mando de los mapuches de la zona de Arauco en el ejército Millalelmo y otros capitanes como sus subordinados
Para resistir a los españoles que habían estado quemando los campos y las casas de la orilla sur del Bio Bio, Millalelmo había construido una fortaleza en una colina en Catirai en una posición difícil por empinadas laderas arboladas.
A pesar de las advertencias de Lorenzo Bernal del Mercado que había reconocido la fuerte posición, los nuevos españoles que llegaron a Chile a combatir en la Guerra de Arauco conducidos por el gobernador Melchor Bravo de Saravia decidieron darle el mando a Martín Ruiz de Gamboa y atacar el lugar. Mientras tanto Llanganabal había reunido todo su ejército allí para resistir el ataque. La fuerza de Gamboa fue derrotado al intentar atacar a subir la empinada colina boscosa en la posición fortificada.